# Platyscapa
Platyscapa es un género con 19 especies de avispas de los higos que se encuentra en  África y Madagascar, Medio Oriente, sur de Asia y las islas del Indo-Pacífico. Polinizan especies de Ficus de las subsecciones Conosycea y Urostigma.

## Especies
- Platyscapa awekei Wiebes, 1977
- Platyscapa arnottiana Abdurahiman, 1980
- Platyscapa bergi Wiebes, 1986
- Platyscapa corneri Wiebes, 1980
- Platyscapa coronata (Grandi, 1928)
- Platyscapa binghami Wiebes, 1980
- Platyscapa desertorum Compton, 1990
- Platyscapa etiennei Wiebes, 1977
- Platyscapa fischeri Wiebes, 1977
- Platyscapa frontalis Motschulsky, 1863
- Platyscapa hsui Chen & Chou, 1997
- Platyscapa indica Priyadarsanan & Abdurahiman, 1997
- Platyscapa innumerabilis (Fullaway, 1913)
- Platyscapa ishiiana (Grandi, 1923)
- Platyscapa paschimaghatensis Priyadarsanan & Abdurahiman, 1997
- Platyscapa quadraticeps (Mayr, 1885)
- Platyscapa sahiana Priyadarsanan & Abdurahiman, 1997
- Platyscapa tjahela (Abdurahiman & Joseph, 1975)
- Platyscapa soraria Wiebes, 1980